# 1542

## Narození
- 24. června – Jan od Kříže, španělský mystik († 1591)
- 29. dubna – Jindřich III. Minsterberský, olešnický kníže († 10. dubna 1587)
- 4. října – Robert Bellarmino, italský kardinál, jezuita a svatý († 1621)
- 15. října – Akbar Veliký, indický panovník, vládce Mogulské říše († 12. listopadu 1605)
- 8. prosince – Marie Stuartovna, královna Skotska († 8. února 1587)
- ? – Giovanni Leonardo Di Bona, italský šachový mistr († 1587)
- ? – Joris Hoefnagel, vlámský malíř († 9. září 1600 nebo 24. června 1601)
- ? – Jakub Spanmüller, jezuitský filolog a pedagog († 25. listopadu 1626)

## Úmrtí
- 13. února – Kateřina Howardová, pátá manželka anglického krále Jindřicha VIII. (* mezi 1518–1524)
- 21. května – Hernando de Soto, španělský conquistador a guvernér Kuby (* 1486)
- 26. července – Dosso Dossi,, italský malíř činný v Mantově a Ferraře (*1490)
- 14. prosince – Jakub V. Skotský, skotský král (* 10. dubna 1512)
- ? – Nikolaus Federmann, německý conquistador (* 1506)
- ? – Dosso Dossi, italský renesanční malíř (* ? 1490)

## Hlavy států
- České království – Ferdinand I.
- Svatá říše římská – Karel V.
- Papež – Pavel III.
- Anglické království – Jindřich VIII. Tudor
- Francouzské království – František I.
- Polské království – Zikmund I. Starý
- Uherské království – Ferdinand I.
- Španělské království – Karel V.
- Burgundské vévodství – Karel V.
- Osmanská říše – Sulejman I.
- Perská říše – Tahmásp I.